# Groo
Groo the Wanderer es una serie de historietas de comedia y fantasía inventada, escrita, dibujada y entintada por Sergio Aragonés, reescrita y codialogada por Mark Evanier, rotulada por Stan Sakai, y coloreada por Tom Luth. Destaca por ser propiedad de Sergio Aragonés contrariamente a lo que es habitual en los EE. UU. donde los derechos siempre los tienen las editoriales y esto ha hecho que desde su primera aparición en 1982 haya sido editado por varias de ellas: Pacific Comics, Eclipse Comics (un número especial), Marvel Comics (dentro de Epic Comics), Image Comics y Dark Horse Comics.
La serie narra las aventuras de Groo, un bárbaro errante descerebrado que provoca el caos allá donde va. El protagonista es una suerte de antihéroe, un remedo de Conan el Bárbaro (de hecho, la primera versión publicada en España llevó el nombre de Groonan el vagabundo). La estupidez del protagonista sólo es igualada por su impresionante manejo de sus espadas y su tremenda facilidad para provocar todo tipo de desgracias y desastres. Las aventuras de Groo a menudo constan de historias autoconclusivas (o mini-sagas, habitualmente de dos o cuatro números) en las que su protagonista suele ir, como vagabundo que es, errando de un lugar a otro, ganándose la vida alquilando sus servicios al mejor postor a cambio de unos pocos kopins, o de algo que llevarse a la boca, preferiblemente queso fundido. El problema es que sus acciones suelen generar importante daños colaterales, dejando un rastro de muerte y destrucción, casi siempre provocado por sus propios despistes y por su espíritu gafe, allá por donde pasa. La sola mención de su nombre provoca el temor de todos aquellos que la escuchan, sabedores del peligro inminente que les acecha. La serie parece tener lugar en algún lugar de la Europa Medieval, aunque a veces los viajes de Groo le llevan a lugares que bien podrían estar situados en África, Japón, oriente medio, o cualquier otro lugar. Ocasionalmente aparecen criaturas legendarias, como los dragones, y diversas culturas parecen utilizar una suerte de dinosaurios como animales de carga. Toda esta ambientación, y sus argumentos, recuerdan por momentos a los cuentos clásicos: fantasía medieval heroica con un final moralizante que enseña algo al lector, pero además trufada de gags y de situaciones muy cómicas y descacharrantes. Buena parte de la culpa de la existencia de todo este universo tan particular la tiene precisamente Mark Evanier, reputado guionista que trabajó mucho para la televisión, en series como Scooby Doo, Dragones y Mazmorras, Casper o McGyver, pero también en el ámbito de la historieta, con guiones de series como Blackhawk, de DC. Mark hace, en realidad, de coguionista en la serie de Groo, ya que cada historieta es concebida junto a Sergio. Ambos han sabido imaginar alrededor dos centenares de historietas sabiendo introducir una serie de gags recurrentes, cuya mecánica es siempre la misma, pero sin caer en la repetición absurda. Mark suele bromear sobre este tema afirmando que la serie Groo es una historieta de un solo chiste. De hecho, hay una serie de frases que Groo repite habitualmente. Las hemos leído muchas veces, pero vuelven a hacernos gracia cada vez que aparecen. Expresiones como  "¿Habré errado?", "¿Me tomas por el tonto que soy?", "¡Ahora Groo hará lo que mejor sabe hacer!", "¿Qué quieres decir con eso de que soy lento de mente" (muchas veces varias viñetas después de que algún personaje le diga a Groo que es lento de mente), o la clásica "Como cualquier todo puede ver", a la que Groo suele responder con un "Sí, yo puedo verlo", sin más.
Asimismo, los autores suelen incluir mucha crítica social en las historietas de Groo, invitando a la reflexión y a la concienciación sobre ciertos temas sociales. Muchas de las historietas, alrededor de un centenar, introducen moralejas o frases al final (o durante) la historieta que remueven la conciencia del lector. Completan el elenco de artistas implicados en la serie el japonés Stan Skai, entintador, muy conocido especialmente por su serie sobre el conejo samurai Usagi Yojimbo, y Tom Luth, colorista habitual de la serie, que reemplazó al original, Gordon Kent (quien abandonó tras realizar una serie de cómics para Pacific). Sergio Aragonés solía dibujar a menudo, especialmente en las historietas más primitivas, alguna caricatura de todo el equipo en alguna viñeta. Era un aliciente más para el lector, que tenía que localizarlos en alguna parte de la historieta. Además de estos guiños, existen incontables huevos de Pascua escondidos en las páginas de los álbumes. el mensaje escondido más habitual  suele ser la frase "This is the hidden message", "The hidden message" o simplemente "Hidden message", oculto de alguna manera, muchas veces de forma críptica. Lamentablemente, muchos de estos mensajes ocultos se perdieron en la edición en castellano con la traducción. 
Las historietas se fueron enriqueciendo con el paso del tiempo tras la incorporación de toda una caterva de personajes principales y secundarios: el perro Rufferto, inseparable amigo de Groo y único ser vivo capaz de aguantarle, además de venerarle, el Sabio, que siempre intenta poner un poco de cordura en cada una de sus intervenciones (siempre acompañado de su perro, Compostar), el bardo, que canta, en verso, las andanzas de nuestro protagonista como buen juglar, casi siempre con sorna y burla para solaz y deleite de quienes las escuchan, Chakaal, hermosa mujer-guerrero por quien Groo profesa un amor no correspondido,  Groella, hermana y archienemiga de Groo, Taranto y su banda, ladrones y mercenarios que suelen utilizar a Groo para conseguir sus fines, Arcadio, héroe apuesto y narcisista que suele llevarse todos los méritos de las gestas hechas por Groo, las brujas Arba y Dakarba, que suelen intentar controlar a Groo en beneficio propio, aunque suelen terminar siendo las víctimas, la abuela de Groo, una gitana vidente que viaja de un lugar a otro, como su nieto, en su carromato, el mago-hechicero Grativo, capaz de crear todo tipo de ilusiones mágicas o de convertir a las personas en cerdos, archienemigo de Groo hasta la médula, Ahax, un capitán de barco al que Groo hunde siempre su nave cada vez que se sube en ellas (sin Rufferto), o la pareja recurrente integrada por Pal y Drumm, a menudo intentando amañar combates con apuestas u otras artimañas para lucrarse, pero cuyos planes siempre se frustran por culpa de Groo.

## Títulos publicados en España
- Groonan, el Vagabundo, 12 números Color, (números USA Epic 1-18),(Ediciones Fórum).
- Groo, The Wanderer, 11 números Color, (números USA Epic 18-39), (Ediciones Fórum).
- Groo, El Errante, 24 números Blanco y Negro, (reedición BN números USA Epic 1-24), (Ediciones Fórum).
- Groo y Rufferto: tal para cual(números USA Epic 29-32), tomo, (Planeta).
- Groo, Infierno, (números USA Epic 33-36), tomo, (Planeta).
- Groo, Jamboree, (números USA Epic 37-40), tomo, (Planeta).
- Groo, El Retorno, (números USA Epic 40-45), tomo, (Planeta).
- Groo: La Isla Felicidad, (números USA Epic 46-48, 54-56), tomo, (Planeta).
- Groo: Chakaal, (números USA Epic 49-53), tomo, (Planeta).
- Groo: El Nuevo Mundo, (números USA Epic 57-62), tomo, (Planeta).
- Groo y el Dragón, (números USA Epic 63-68), tomo, (Planeta).
- Groo: El Cetro del Rey Scepter, tomo (números USA Epic 69-75), (Planeta).
- Groo: La Leyenda de Thaais, tomo (números USA Epic 76, 80-83), (Planeta).
- Groo: El Deseo Mágico de Rufferto, tomo (números USA Epic 77-79, 84-86), (Planeta).
- Groo, El Retorno de Chakaal y otras historias, tomo, (números USA Epic 87-91), (Planeta).
- Groo: La fuente de la juventud, tomo (números USA Epic 92-95, 102),(Planeta).
- Groo: La Apuesta de los Dioses, (números USA Epic 96-99, 105), tomo, (Planeta).
- Groo, El tesoro, tomo (números USA Epic 100-101, 103-104),(Planeta).
- Groo: El hombre más inteligente del mundo, (Groo: The Most Intelligent Man in the World, 1.ª mini-serie 4 números USA Dark Horse), tomo, (Planeta).
- Crónicas de Groo 1, (Material USA pre-Epic Cómics),tomo, (Planeta).
- Crónicas de Groo 2, (Material USA pre-Epic Cómics),tomo, (Planeta).
- Groo: La Vida de Groo/ La Muerte de Groo, (The life of Groo Graphic Novel USA, The Death of Groo Graphic Novel USA), tomo, (Planeta).
- Groo vs Conan (Planeta, 2015)
- Groo: Amigos y enemigos (Planeta, 2015) - Incluye en un único volumen los 12 números americanos recopilados en tres tomos por Dark Horse.